# Thành Hải
Thành Hải là một xã thuộc thành phố Phan Rang – Tháp Chàm, tỉnh Ninh Thuận, Việt Nam.

## Địa lý
Xã Thành Hải nằm ở phía bắc thành phố Phan Rang – Tháp Chàm, có vị trí địa lý:
- Phía đông giáp phường Văn Hải
- Phía tây giáp các phường Phước Mỹ và Đô Vinh
- Phía nam giáp các phường Đài Sơn và Phước Mỹ
- Phía bắc giáp huyện Ninh Hải.

Xã có diện tích 9,23 km², dân số năm 2019 là 9.452 người, mật độ dân số đạt 1.024 người/km².

## Lịch sử
Xã Thành Hải được thành lập vào ngày 13 tháng 3 năm 1979 trên cơ sở tách các thôn Lương Cách, Tân Hội của xã Hộ Hải; các thôn Công Thành, Thành Ý của xã Xuân Hải và thôn Đài Sơn của thị trấn Phan Rang. Khi mới thành lập, xã trực thuộc huyện Ninh Hải.
Ngày 1 tháng 9 năm 1981, Hội đồng Bộ trưởng ban hành Quyết định số 45-HĐBT. Theo đó, chuyển xã Thành Hải về thị xã Phan Rang – Tháp Chàm mới thành lập, riêng thôn Lương Cách được chuyển trở lại xã Hộ Hải.
Ngày 25 tháng 12 năm 2001, Chính phủ ban hành Nghị định 99/2001/NĐ-CP. Theo đó, thành lập phường Đài Sơn trên cơ sở 112,97 ha diện tích tự nhiên, 5.623 người của xã Thành Hải và 13,3 ha diện tích tự nhiên, 1.352 người của phường Thanh Sơn.
Sau khi điều chỉnh địa giới hành chính, xã Thành Hải còn lại 937,03 ha diện tích tự nhiên và 5.805 người.